# Chapelle de Retord
La chapelle de Retord, est une chapelle située au hameau de la Vézeronce sur le plateau de Retord dans le département de l'Ain.

## Description
Les dimensions du bâtiment sont de 16 mètres de long sur 8 mètres de large. On y accède par un portail surmonté d'un clocher en bois. La chapelle est située à 1 200 mètres de haut ce qui fait de la paroisse dont elle dépend, la plus élevée du diocèse.

## Histoire
Le lieu environnant constitue une paroisse depuis 1674. Une chapelle a existé au même endroit par le passé. Elle est remplacée en 1852 par le présent édifice. En 1909, le dernier curé de la paroisse, Émilien Favre, quitte le lieu ; en effet la paroisse est adjointe à celle du Grand-Abergement. La chapelle tombe alors en ruines. L’abbé Frédéric Tarpin-Bernard, curé de la paroisse du Grand-Abergement de 1940 à 1978 entreprend alors sa restauration.

## Cérémonie religieuse
Saint Roch, patron des pèlerins, y est fêté chaque dimanche après le 15 août. La cérémonie implique la bénédiction des voitures qui se présentent ainsi que de leurs conducteurs. Par le passé, étaient bénis les chars et les engins agricoles.